# Río Pisqui
Der Río Pisqui ist ein etwa 325 km langer linker Nebenfluss des Río Ucayali in Ost-Peru. Er durchfließt den Südwesten der Provinz Ucayali in der Region Loreto.

## Flusslauf
Der Río Pisqui entspringt auf etwa 1830 m Höhe in der Cordillera Azul, einem Gebirgszug der peruanischen Ostkordillere. Er fließt anfangs 20 km in südsüdöstlicher Richtung durch das Gebirge. Anschließend wendet sich der Fluss in Richtung Ostnordost und erreicht eine vorandine Region, die er auf den folgenden 120 Kilometern in nordnordöstlicher Richtung durchquert. Er weist auf diesem Abschnitt ein stark mäandrierendes Verhalten mit zahlreichen engen Flussschlingen auf. Zwischen den Flusskilometern 160 und 110 durchschneidet der Río Pisqui einen 600 m hohen in NNW-SSO-Richtung verlaufenden Höhenkamm. Auf den unteren 110 Kilometern fließt er in ostnordöstlicher Richtung durch den westlichen Randbereich des Amazonasbeckens. Hier entwickelt er erneut zahlreiche Flussschlingen. Zusätzlich treten am Unterlauf verstärkt Altarme auf, die darauf hinweisen, dass der Fluss im Tiefland immer wieder seinen Lauf ändert. Der Río Pisqui mündet schließlich 67 km oberhalb der Provinzhauptstadt Contamana auf einer Höhe von ca. 130 m in den Río Ucayali. Entlang dem Flusslauf liegen nur vereinzelt kleinere Siedlungen.

## Einzugsgebiet und Hydrologie
Das Einzugsgebiet des Río Pisqui misst ungefähr 6350 km². Es liegt vollständig innerhalb des Distrikts Contamana und reicht von der Cordillera Azul im Westen bis zum Río Ucayali im Osten. Im Südwesten grenzt es an das Einzugsgebiet des Río Aguaytía. Der mittlere Abfluss des Río Pisqui liegt bei etwa 450 m³/s.